# William Devino
William "Billy Batts" Devino (1936/37 - 11 iunie 1970) a fost un mafiot New Yorkez din familia Gambino fiind prieten cu John Gotti în anii '60. După ce a stat șase ani în închisoare, Devino a fost ucis de mafiotul Tommy DeSimone cu ajutorul asociaților săi Jimmy Burke și Henry Hill.
1. ↑  „13 Are Sentenced in Narcotics Case”. New York Times. 11 iulie 1962. Accesat în 19 ianuarie 2012.